# Кипурио
Кипурио (грч. Κηπουρείο) је насељено место у општини Гребен у периферији Западна Македонија, Грчка. Према попису из 2021. године било је 125 становника.
Према бугарском географу и историчару, Василу Канчову, у Кипурију је 1900. године живело 600 Грка.